# Красная неделя
«Красная неделя» (нидерл. De Roode Week; также в качестве пейоратива известно, как «Трульстра-стояние» или буквально «ошибка Трульстры» (нидерл. Vergissing van Troelstra) по имени ведущего голландского социал-демократа Питера Трульстры) — революционные события в Нидерландах в период с 9 по 14 ноября 1918 года, когда низовое народное движение, под влиянием Октябрьской и Ноябрьской революций, а также распространения «испанки» и спровоцированных Первой мировой войной нищеты, безработицы и голода, привели к социальному взрыву.
В те времена различные течения в социалистическом движении не были четко определены. Возникший вопрос о том, следует ли добиваться радикального свержения капиталистического строя или же осуществлять постепенный переход путем парламентской демократии, привёл к значительному расхождению во мнениях между анархистами, коммунистами и другими революционными социалистами с одной стороны и реформистскими социал-демократами с другой.
Трульстра полагал, что социалистическая революция в Нидерландах возможна, основываясь на политической нестабильности в стране. Однако его предположения не оправдались. Несмотря на существование определённых политических волнений, связанных с генералом Снейдерсом, они не привели к конституционному кризису. Из-за отсутствия надлежащей организации и быстрого формирования эффективного контрдвижения попытка революции закончилась провалом.

## Предыстория

### Финансовая ситуация
Вследствие Первой мировой войны в Нидерландах наступил экономический кризис, вызванный экономическим спадом в соседних странах, таких как Германия, Великобритания и Бельгия. Так, союзники не хотели пропускать транспортировку продовольствия в Нидерланды, опасаясь, что она может быть переправлена в Германию. К тому же, немецкие подводные лодки и морские мины во второй половине войны стали причиной больших потерь среди торгового флота.
Правительство Нидерландов пыталось преодолеть дефицит продовольствия с помощью рационирования и карточной системы, однако не смогло подавить чёрный рынок. В результате этого, цены на продукты питания резко выросли. В крупных городах люди страдали от голода, происходили голодные бунты, например, Картофельный бунт в Амстердаме, который был подавлен военными.
Несмотря на мобилизацию пятисот тысяч мужчин, в стране наблюдалась большая безработица. В это же время разразился испанский грипп, унесший тысячи жизней, что привело к росту смертности с 12,3 на 1000 жителей в 1913 году до 17,1 в 1918 году.
Помимо этого, в армии царило большое недовольство из-за многолетнего бездействия, строгих правил отпуска и все ухудшающейся ситуации с питанием.
Разрыв между богатыми и бедными увеличивался: беднейшие слои населения становились ещё беднее из-за роста цен на продукты, а богатейшие становились ещё богаче благодаря прибыли, полученной во время Первой мировой войны. В то время появился ругательный термин oweeër, применяющийся к тем, кто получил прибыль от войны.

### Политическая ситуация
В Нидерландах с 1913 года правил кабинет Корта ван дер Линдена. Этот кабинет осуществил важную реформу Конституции в 1917 году, что положило конец борьбе за избирательные права и школьное образование, а после начала Первой мировой войны партии объявили «божественный мир» (временное прекращение политических разногласий и конфликтов между различными партиями или социальными группами в стране во время войны).
Социалист Трульстра заявил во Второй палате, что «национальная идея доминирует над национальными разногласиями». Для обеспечения нейтралитета Нидерландов были предприняты осторожные дипломатические шаги, такие как ограничения на транспортировку товаров со стратегическим значением. Также в Нидерландах были приняты большие группы бельгийских беженцев.
В других местах Европы в это время происходили революции, такие как Русская революция или Ноябрьская революция.

## Хронология событий

### Начало
Когда ситуация в армии ухудшилась из-за отмены отпусков солдат, 25 октября 1918 года в военном лагере Харскамп вспыхнул бунт. Солдаты бойкотировали командование в знак протеста против отмены отпусков и плохого питания. В результате бунта были подожжены несколько бараков и столовая.
Этот всплеск был быстро потушен, но произвел глубокое впечатление, в основном на социал-демократов, так как в то же время на немецком флоте в военном порту Киль началось мятежное восстание, которое быстро распространилось по всей Германии. В Мюнхене и других городах, по образцу Февральской Революции 1917 года, образовались рабочие и солдатские советы, захватившие власть у имперского правительства. В то время как часть населения была в ужасе от событий в Харскампе, Трульстра и лидеры СДРПН (Социал-демократическая рабочая партия Нидерландов) увидели в этом начало революционного настроения во всей армии, что могло привести к социалистической революции в самих Нидерландах. 28 октября Трульстра подчеркнул, что должны произойти изменения, которые нельзя было осуществить демократическим путем.

### СДРПН
СДРПН (Социал-демократическая рабочая партия Нидерландов) была основана как социалистическая партия в рамках парламентской системы в качестве альтернативы революционным партиям. В 1909 году от неё откололось марксистское крыло «трибунистов» вокруг журнала De Tribune, учредившее более радикальную Социал-демократическую партию (СДП), преобразованное в Коммунистическую партию Голландии как раз на фоне событий «Красной недели» 1918 года. Однако и после исключения антисистемно настроенных революционных социалистов СДРПН испытывала большие трудности с решением о вступлении в правительство. Так, после многих внутренних разногласий, партия в 1913 году отказалась участвовать в правлении с коалицией либеральных партий.

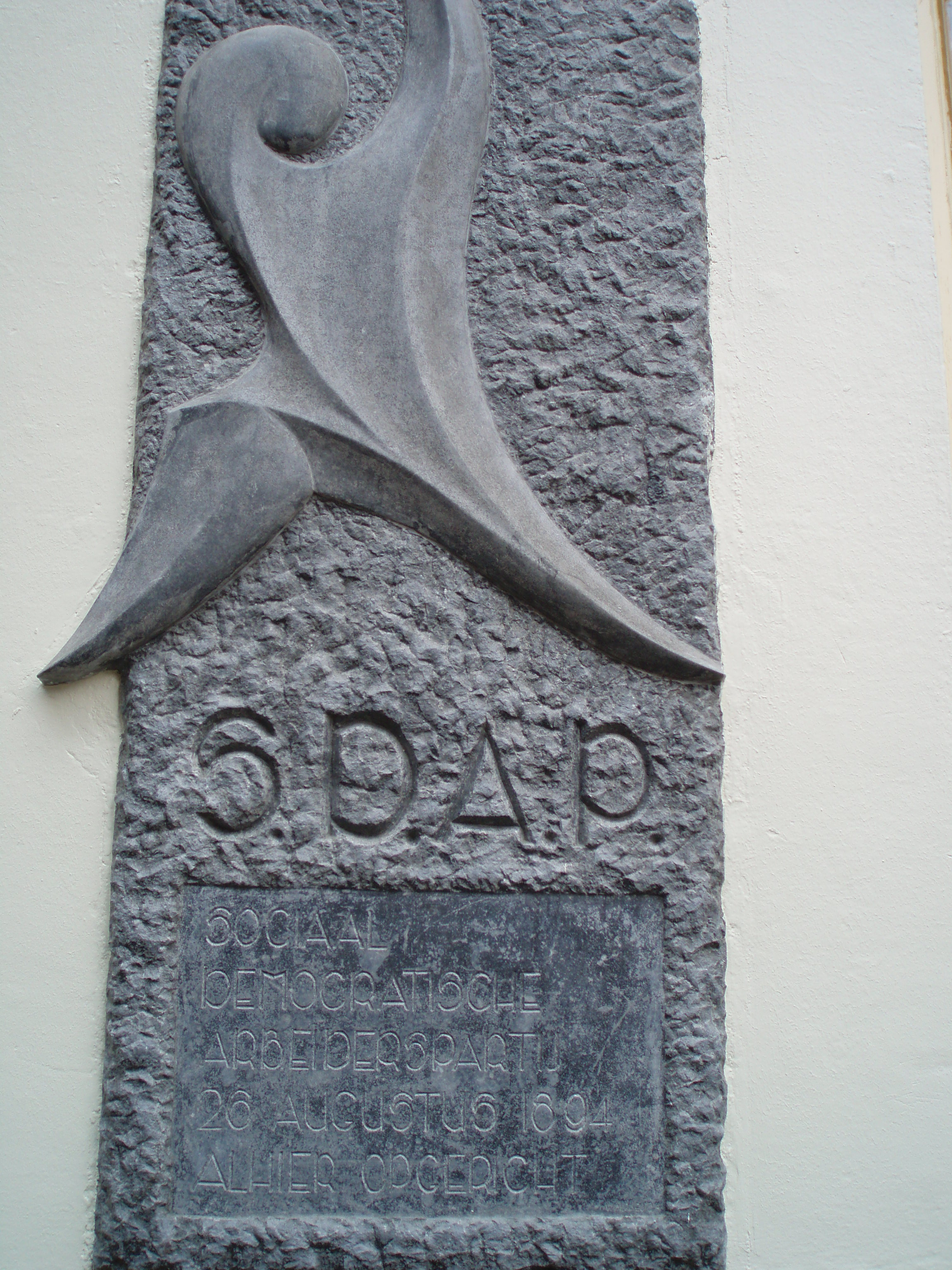
Мемориальная доска в честь основания СДРПН

Результаты выборов 1918 года, первых выборов на основе всеобщего мужского избирательного права, сильно разочаровали Трульстру. Летом 1918 года он осознал, что партия никогда не придет к власти парламентским путем. Результаты парламентских интерпелляций также были крайне печальными для СДРПН.
Для решения внутренних проблем был запланирован партийный конгресс на 22 и 23 ноября, а предварительное обсуждение назначено на 28 октября. Во время предварительного обсуждения шла активная дискуссия о том, какими должны быть пункты программы. Трульстра настаивал на том, чтобы партия признала сложную европейскую ситуацию, особенно в Германии, и выразила хотя бы некоторую поддержку идеям революции; однако, он не смог убедить всех присутствующих. В конечном итоге было решено, что Трульстра создаст манифест, который будет опубликован после одобрения партийного руководства.
2 ноября состоялось следующее заседание партии. Между Трульстрой и председателем партии Виллемом Флигеном возник большой конфликт. Флиген был противником революции, а Трульстра являлся её сторонником. Тогда Флиген заметил, что Трульстра является сторонником как революционизма, так и парламентаризма, что стало ударом по больному месту, так как СДРПН была основана в качестве альтернативы революционным партиям. Было решено продолжить обсуждение в воскресенье 3 ноября.
3 ноября руководство СДРПН начало активное противостояние с Трульстрой. Они обсудили необходимость реагировать на возможное революционное настроение в стране, хотя на тот момент оно ещё не проявлялось. Руководство партии подробно рассмотрело свою идеологию и пришло к выводу, что нужно сконцентрироваться на долгосрочном развитии рабочего класса, а не на революционных изменениях. Эта позиция оказалась успешной; фраза о создании «революционной ситуации в стране» была исключена из документа, и акцент был сделан на постоянном улучшении условий жизни рабочих. В понедельник 4 ноября манифест был официально представлен:
Мы, представители современного рабочего движения Нидерландов, за 25 лет нашей деятельности повели рабочий класс к поднятию его интеллектуального и морального уровня, к увеличению его экономической устойчивости, к укреплению его общественного значения. Он стал сильнейшим фактором в политической жизни нашего народа, силой организации в экономической жизни, способной на великие дела. Если мы всегда, особенно во время войны, бережно хранили этот доверенный нам залог, остерегаясь преждевременных шагов, это было не из желания щадить господствующую систему. Напротив, это была наша воля, чтобы в момент, когда борющийся рабочий класс должен быть готов к выполнению великой работы, которую история требует от него, привести его неповрежденным в бой. Потому что не для отчаянных вспышек момента, но для долгосрочного подъема рабочих, для их освобождения от капиталистической эксплуатации и угнетения, эта сила была нами создана и развита. Таким образом, мы всегда, в каждой борьбе за улучшение условий труда, во всей нашей работе за кооперацию, в нашей многолетней борьбе за всеобщее избирательное право и социальную реформу, всегда имели в виду следующее: замену системы и подрыв капитализма, выступление рабочего класса как ведущего фактора в государстве и обществе. Поэтому мы приветствуем нынешнее время как момент для всего современного рабочего движения, чтобы серьезно взглянуть на революционное состояние в Европе и определить свою позицию по вопросам, которые оно ставит перед борющимся рабочим классом. Только таким образом возможно заботиться о том, чтобы, когда здесь наступит подходящее время, мы осознанно и с должным усилием выполнили нашу задачу. Только так мы будем стоять крепко как против всех попыток терроризма и анархии, так и против стремления господствующего класса сохранить свою систему эксплуатации и угнетения.

### События 5 ноября
СДРПН планировала обсудить вопрос о роли рабочего класса в ответ на тронную речь (традиционное обращение монарха к парламенту) в сентябре в Палате представителей Нидерландов, но большинство депутатов не дало фракции такой возможности. В связи с этим, партия использовала своё право на интерпелляцию, чтобы добиться ответа на этот вопрос. Изначально обсуждение было запланировано на 5 ноября, но к этому времени произошло столько событий, что интерпелляция стала касаться более широкого круга вопросов.
Трульстра получил указание от своих партийных товарищей говорить более умеренно, но не последовал этому совету. Он потребовал отставки генерала Снейдерса, что, в целом, было в соответствии с желаниями кабинета, однако в этом вопросе кабинет столкнулся с сопротивлением не со стороны СДРПН, а со стороны королевы. Тон, который использовал Трульстра в своей речи, оказался не в соответствии с официальной линией партии:
«Помните [...], что правительство, которое видит, как его армия становится жертвой мятежа, показывает, что оно больше не может исполнять свою функцию, и факты указывают на то, что ваша поддержка начинает ослабевать [...]. Вы чувствуете себя уверенно? Вы не чувствуете постепенно, из-за событий последнего времени, что стоите на вулкане? [...] Не забывайте, когда наступит момент, и вы больше не сможете удержаться на ногах, придут другие силы, которые займут ваше место. Тогда время буржуазного правительства закончится, и рабочий класс, новая восходящая сила, попросит вас уступить место [...] я имею в виду [...] организованную социал-демократию и современное рабочее движение. Она также может быть революционной [...] мы не ваши друзья, мы ваши противники, если хотите, ваши самые яростные враги»."

### События 9 ноября
9 ноября слова Трульстры, несовместимые с тоном манифеста, произнесенного в предыдущее воскресенье, не оказали особого влияния до того момента, когда стало известно об отречении немецкого императора. СДРПН не спешила с реакцией, полагая, что манифест уже выразил их позицию, и решила дождаться конгресса. В Роттердаме же ситуация развивалась иначе: работодатели начали обсуждение с лидерами ассоциаций портовых рабочих, а затем, по настоянию мэра, встретились с ним лично. Это вызвало недоумение: многие были удивлены, что мэр встал на сторону революции. Некоторые работодатели даже считали революцию неизбежной и предпочли бы видеть у власти роттердамских социал-демократов, а не амстердамских коммунистов. Группа роттердамских социалистов, возглавляемая Ари де Зеувом, настаивала на том, что революция должна начаться немедленно. Они планировали предъявить свои требования мэру, а в случае отказа угрожать вмешательством полиции, которая якобы была на их стороне. Кроме того, они готовы были возложить вину за возможный хаос и анархию на мэра.

### События 10 ноября
На следующий день, в воскресенье 10 ноября, социалисты во главе с Ари де Зеувом снова собрались вместе. Де Зеув выразил свою позицию (необходимость участия в революции) и привел аргументы в её пользу:
Если мы не примем инициативу, её примут другие. Есть причины сделать это скоро и прямо здесь; настроение среди рабочих благоприятствует этому; нам нужно сделать это завтра, иначе мы не сможем удержать движение под контролем.
Проблемой было также то, что император Вильгельм II запросил политическое убежище в Нидерландах, а Германия требовала его экстрадиции. Трульстра настаивал, по крайней мере, на том, чтобы император не получал привилегированного обращения из-за дружеских отношений между двумя королевскими домами. Трульстра поддерживал де Зеува, хотя и проявлял осторожность. Другие важные участники встречи, включая Яна Шапера, Виллема Флигена и Яна Оудегеста, не поддавались революционному порыву. В итоге было решено, что роттердамским рабочим не будет предложено протестовать на следующий день. Однако конгресс должен был быть перенесен на неделю раньше, и должна была быть составлена программа требований. Оудегест был назначен председателем комиссии по формулированию требований. Работа началась немедленно, но договориться не удалось. Тогда было решено попробовать снова рано утром в понедельник 11 ноября.

### События 11 ноября
Требования были выдвинуты в письменной форме, среди основных:
- Упразднение Первой палаты[нидерл.] (Сената)
- Введение государственных пенсий в 60 лет
- Немедленная демобилизация
- Немедленное введение всеобщего женского избирательного права
- Незамедлительное введение установленного законом восьмичасового рабочего дня
- Быстрое и действенное решение жилищного вопроса
- Перевод в общественное владение всех подходящих для этого компаний
- Введение полного пособия по безработице

Трульстра выразил одобрение этим требованиям, видя в них революционный смысл. Однако ряд причин поставил под сомнение это воодушевление. В частности, либеральная пресса отметила, что главные пункты были социальными, а не конкретно социалистическими. Особенно удручающим фактом для социалистов было то, что именно в это утро в 11 часов вступило в силу перемирие, положившее конец Первой мировой войне. Люди вышли на улицы в честь праздника окончания войны, а не для социалистической революции.
В тот понедельник вечером в Роттердаме были созваны собрания в пяти местах. Трульстра выступил вечером в торговом зале в Роттердаме. Накал страстей в зале ощущался явно. Трульстра обратился к присутствующим, готовя их к революции:
[...] ни здесь, ни где-либо еще я не присутствовал на встрече такого большого исторического значения, как эта: мы собрались здесь, чтобы говорить в тот момент, когда и нам, рабочему классу, будет передана власть! [...] Не оскверняйте это великое время недостойными поступками; пусть будет сказано: голландский пролетариат показал себя на высоте, голландская пролетарская революция стала славной страницей в истории Нидерландов!
После собрания все разошлись вдохновленные, но спокойные.
Из этой речи складывается впечатление, что Трульстра все-таки был в основном революционером, а не парламентским социалистом. Он неоднократно и с убеждением говорил о революции и о той задаче, которая лежала в их руках. Однако Трульстра также отграничил себя от Русской Революции. Таким образом, Трульстра и, следовательно, СДРПН четко заявили о своём не-коммунистическом характере, поскольку Русская Революция была взята в пример, чтобы показать, как не следует устраивать революцию.

### События 12 ноября
Между тем правительство принимало дополнительные меры. Полиция в Утрехте была вооружена карабинами, а в Амстердаме был развернут дополнительный взвод кавалерии. Королевская семья также получила дополнительную охрану. Контрреволюция также занялась организацией. Так, католические организации собрались в Гааге и решили распространить манифест тиражом в 500 000 экземпляров против революции. Помимо этого, были организованы гражданские гвардии для борьбы с «революционными волнениями».

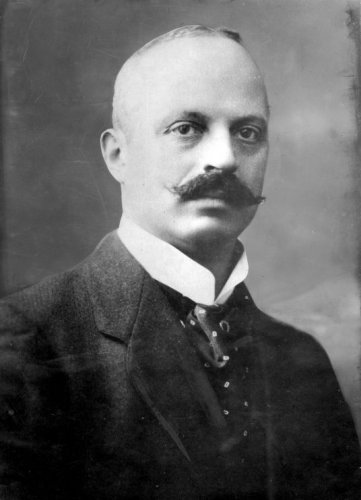
Шарль Рёйс де Беренбрук, премьер-министр Нидерландов в 1918—1925

Обыденная жизнь, казалось, продолжала идти своим чередом; так, Трульстра уже на следующий день появился на дебатах. Однако 12 ноября в Палате представителей Нидерландов обсуждался бюджет военного министерства, отложенный с 8 ноября. Публичная трибуна была переполнена, и присутствовали не менее девяти из одиннадцати министров. Было очевидно, что правительство должно будет высказаться с важным заявлением. И это случилось: премьер-министр Рёйс де Беренбрук объявил, что ежедневная норма хлеба будет увеличена с 200 до 280 грамм, так как на это будет выделена половина военных запасов. Кроме того, он сообщил, что союзники предоставили зерно, и что голландские корабли уже направляются за ним. На требования социал-демократов Де Беренбрук мог сказать только следующее:
Ни один человек не должен оставаться равнодушным к требованиям нового времени; в дальнейшем регулированном сотрудничестве между правительством и представителями народа, избранными нидерландским народом, эти вопросы могут быть поставлены на повестку дня и решены.
Премьер-министр не стал тратить много слов на освещение нарушений порядка, которые имели место в первые дни ноября. Он лишь отметил, что «никакие нарушения порядка не должны мешать работе властей», и что «насилие, в любой форме, не может не иметь разрушительного эффекта». Если граждане не будут продолжать вести себя дисциплинированно, пригрозил он, то можно не ожидать улучшений в продовольственном обеспечении.
После речи премьер-министра Трульстра взял слово и призвал к революции. Речь Трульстры, в общей сложности, длилась несколько часов. Он акцентировал внимание на том, что пришло время действовать решительно, а не удовлетворяться мелкими реформами или незначительными улучшениями в повседневной жизни. Он критиковал правительство за недостаточные меры и заявил, что было слишком поздно вводить изменения, которые могли бы предотвратить текущую кризисную ситуацию. Трульстра подчеркнул, что настал момент для народа взять власть в свои руки и осуществить реальные социальные улучшения. Он выразил готовность работать с теми, кто готов сотрудничать с ним, и призвал не упустить исторический момент из-за страха перед возможным насилием.
После того как Трульстра настойчиво подчеркнул, что СДРПН и ГКП (Голландская конфедерация просфоюзов) не должны прибегать к насилию, он заявил, что задачей социал-демократии является использование этого исторического момента для политического возвышения рабочего класса. Он выразил готовность с радостью и восторгом жертвовать всем, даже жизнью, чтобы удовлетворить требования исторического момента.
Этой речью Трульстра отошёл от ранее договоренной линии партии, чем удивил фракцию СДРПН. Вследствие этой речи был собран Совет министров. После некоторых споров было принято решение предпринять действия. Надёжные войска были направлены в три крупных города, в основном кавалерия и жандармерия. Помимо этого, был вызван Ландштурм.
12 ноября позиции окончательно сошлись. Правительство вызвало войска для подавления возможного восстания, а социалисты были готовы взять власть в свои руки, как только революционные потрясения неожиданно охватят всю страну. В то же время, правительство чувствовало поддержку сторонников конфессиональных партий.

### События 13 ноября
В ночь с вторника на среду повсюду были развешаны плакаты в качестве предупреждения. Они заканчивались словами:
Перед лицом заявления о том, что меньшинство будет пытаться захватить власть, правительство приняло решение сохранить власть и порядок в интересах прав и свобод всего народа
Таким образом, правительство дало понять, что будет противостоять революции. Оно обеспечило безопасность, в частности, важнейших зданий, таких как королевские дворцы в Гааге. Демобилизованных призывников также призвали явиться добровольцами. Поскольку эти войска состояли из добровольцев, они были очень мотивированы, что делало их надежными. В первую группу добровольцев, прибывшую в Гаагу, входил будущий премьер-министр Питер Шурдс Гербранди.
Правительство, казалось, не было полностью спокойным. Оно призывало граждан к помощи и приводило Россию в качестве негативного примера последствий революции. Оно также указывало, что союзники, хотя и давали много обещаний, никогда не выполнят их, если произойдет революция. В тот же день правительство сделало некоторые уступки в отношении требований, выдвинутых СДРПН и ГКП в брошюре, с чем согласились почти все партии в парламенте. Правительство заявило, что реформы должны проводиться демократическим путем, а не «с пистолетом у груди», как называли это некоторые члены парламента.
В Ден-Хелдере считали, что матросы хотят захватить корабли, чтобы помочь революции в Роттердаме и Амстердаме. В ответ на это корабли были обезоружены и выведены из строя. В Роттердаме власти решили запретить продажу алкоголя. В это время уже началась контрреволюционная волна и казалось, что все начнут мешать друг другу. Поэтому было решено, что полиция будет заниматься своей обычной работой, а армия возьмет на себя руководство Ландштурмом и гражданскими стражами. 13 ноября можно было констатировать, что попытка революции закончилась и провалилась.

## Итоги

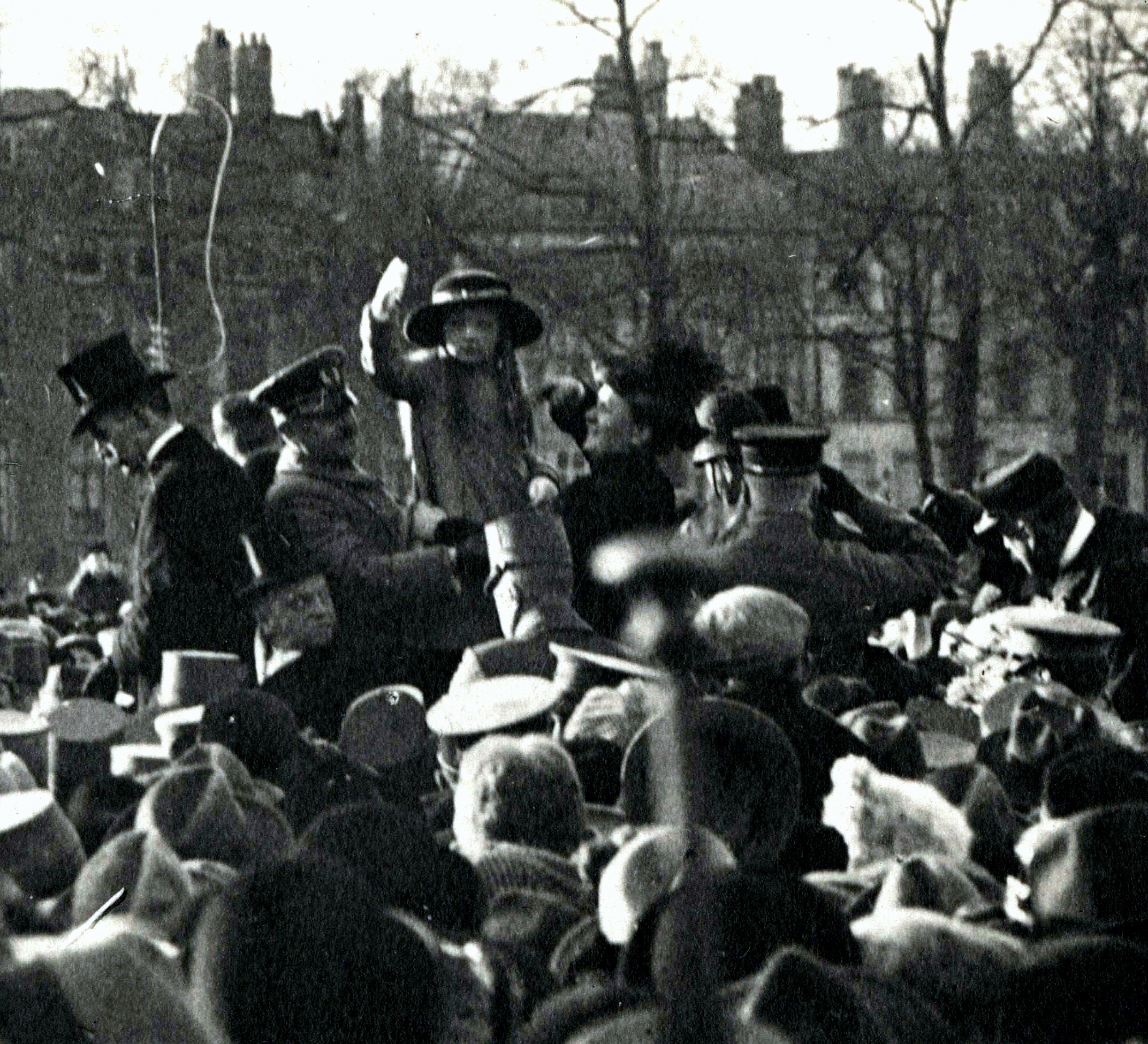
18 ноября 1918 года: Демонстрация в поддержку королевского дома на площади Маливелд после неудачной попытки революции Трульстры. Принцесса Юлиана машет присутствующей публике.

Впоследствии оказалось, что речь Трульстры стала кульминацией революции. 13 ноября Трульстра уже осторожно высказался, что он зашёл слишком далеко, и в четверг 14 ноября он публично отступил:
Слово "переворот" мною не употреблялось вовсе.
Тем не менее, 13 ноября произошли события с жертвами, когда трое человек погибли, а несколько были ранены в попытке освободить секретаря вновь образованного солдатского совета. По некоторым данным, речь шла не об освобождении, а о демонстрации, в ходе которой позднее ещё один человек скончался от полученных травм.
К 18 ноября стало ясно, что революция потеряла свою силу. На площади Маливелд была организована демонстрация в знак уважения к членам королевской семьи от различных союзов и ассоциаций, поддержавших правительство. Королева Вильгельмина и принцесса Юлиана совершили поездку по улицам Гааги, которые были переполнены людьми. Энтузиазм горожан подтвердил отказ народа от революционных идей. Пройти по улицам было практически невозможно. Внезапно, несколько солдат подошли к королевской карете, отцепили лошадей и собственноручно, сопровождаемые громкими одобрительными возгласами, втащили экипаж на Маливелд.
В среду, 20 ноября, последовала королевская прокламация, на которой ранее настаивала королева Вильгельмина:
Мое желание — продолжать намеченные реформы и дополнять их со скоростью, соответствующей пульсу времени. Реакция исключена, мы должны двигаться вперед. Я желаю, чтобы беда народа была преодолена во всей ее глубине. Моя воля — всегда быть в тесном контакте с народным духом и править, советуясь с представителями всего народа. Я понимаю, что вы поддерживаете Меня в этом и обращаетесь ко Мне с любовью и доверием. С любовью и доверием Я принимаю эту поддержку. Да благословит и сохранит Господь нашу дорогую Родину.

### Политика
Трульстра, ожидаемо, подвергся парламентской критике из-за провала революции. Часто упоминалось, что СДРПН не имела большинства в палате и, следовательно, не могла высказываться от имени большинства населения. Так как СДРПН отказывалась сотрудничать с партиями, испытывающими социалистические симпатии, зачастую признавалось, что партию интересовали не столько перемены, сколько власть.
Однако неудачная революция имела определённый успех в Палате представителей Нидерландов в части продвижения социальных изменений. Многие партии в бурные времена дали весомые обещания, которые впоследствии были выполнены. Даже прежние оппоненты социальных преобразований стали более расположены к ним. Люди оказались в некоторой степени напуганы мыслью о революции. Помимо социальных реформ, правительство Рёйса де Беренбру внесло закон «О дополнительных мерах по борьбе с революционными волнениями», уголовно наказывающий «подстрекательство» и свержение существующего строя. СДРПН и другие левые партии бойкотировали голосование в июне 1920 года.
СДРПН на конгрессе апреля 1919 года смогла обрести прежнее единство. Было поставлено условие достижения социалистических целей в основном демократическим путем. Однако было подчеркнуто то, что в революционных условиях возможно использование иных методов, но это будет вопросом отдельного рассмотрения. Диктатура и террор были категорически отвергнуты. Тот факт, что Трульстра вышел за рамки партийной линии, использовался против него в Палате представителей. СДРПН была выставлена как ненадежная партия, и только в 1939 году она смогла принять участие в правительстве в составе второго кабинета Де Гира. Такой позиции способствовало и то, что взгляды СДРПН были далеки от мнений других партий, что затрудняло её участие в управлении страны.